# Rozamunda
A Rozamunda germán eredetű női név, jelentése dicsőség (vagy paripa) + védelem.

## Gyakorisága
Az 1990-es években szórványos név, a 2000-es években nem szerepel a 100 leggyakoribb női név között.

## Névnapok
- április 30.[2]